# Centro de Promoção da Cultura Ainu de Sapporo

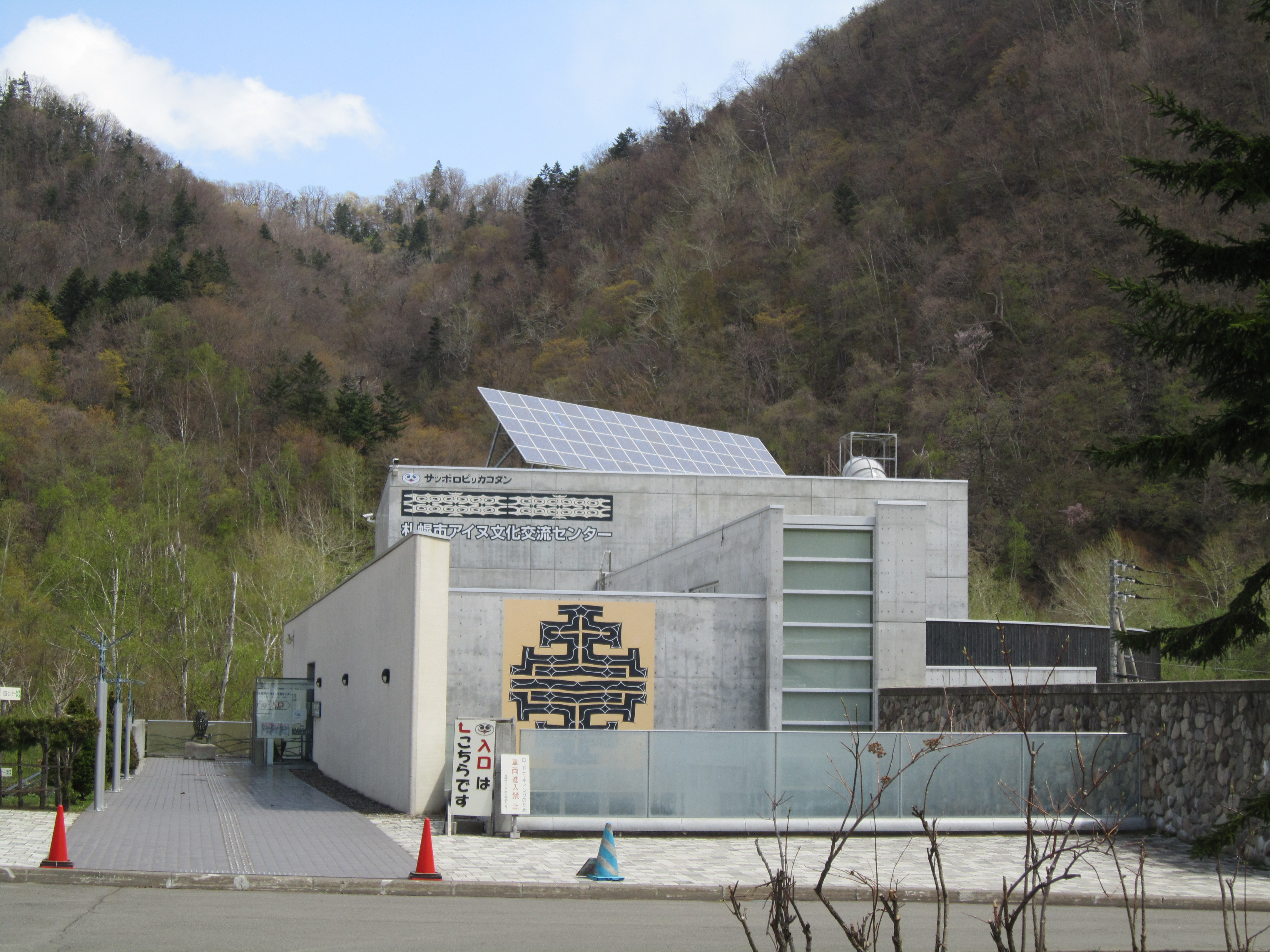

O Centro de Promoção da Cultura Ainu de Sapporo (inglês: Sapporo Ainu Culture Promotion Center; japonês: Sapporo Ainu Bunka Kōryū Sentā - Sapporo Pirka Kotan) é um museu localizado nos arredores da cidade de Sapporo, na ilha de Hokkaido, Japão. O seu objetivo é a divulgação da cultura e língua ainus por entre o geral da sociedade japonesa, principalmente o público infantil.